# Tel Zayit
Tel Zayit (hebreiska: תל זית) är en höjd i Israel.   Den ligger i distriktet Södra distriktet, i den centrala delen av landet. Toppen på Tel Zayit är 164 meter över havet.
Terrängen runt Tel Zayit är lite kuperad. Runt Tel Zayit är det tätbefolkat, med 331 invånare per kvadratkilometer. Närmaste större samhälle är Qiryat Gat, 6,6 km väster om Tel Zayit. Trakten runt Tel Zayit består till största delen av jordbruksmark.